# NGC 5509
NGC 5509 este o galaxie lenticulară situată în constelația Boarul. A fost descoperită în 10 iunie 1887 de către Guillaume Bigourdan⁠(d).